# Gates (Oregon)
Gates è una città degli Stati Uniti d'America situata nell'Oregon, nella Contea di Marion e in parte nella Contea di Linn.